# Гавриловское (Сусанинский район)
Гавриловское — деревня в Сусанинском районе Костромской области России. Входит в состав городского поселения посёлок Сусанино.

## География
Деревня расположена в западной части Костромской области, в подзоне южной тайги, на левом берегу реки Шачи, к западу от автодороги 34Н-3, у северо-восточной окраины посёлка городского типа Сусанино, административного центра района.

### Климат
Климат характеризуется как умеренно континентальный, с продолжительной холодной зимой и коротким сравнительно тёплым летом. Среднегодовая температура воздуха — 2,6 °C. Средняя температура воздуха самого холодного месяца (января) — −12 °C; самого тёплого месяца (июля) — 18 °C. Продолжительность периода активной вегетации растений (выше 10 °C) составляет примерно 127 дней. Годовое количество атмосферных осадков — 610 мм, из которых большая часть выпадает в тёплый период.

### Часовой пояс
Деревня Гавриловское, как и вся Костромская область, находится в часовой зоне МСК (московское время). Смещение применяемого времени относительно UTC составляет +3:00.

## Население
| 2008 | 2010 | 2014 | 2016 | 2017 | 2018 | 2019 |
| ---- | ---- | ---- | ---- | ---- | ---- | ---- |
| 6    | ↘0   | ↗3   | ↘1   | →1   | →1   | →1   |
| 2020 | 2021 |      |      |      |      |      |
| ↗2   | ↗6   |      |      |      |      |      |

### Национальный состав
Согласно результатам переписи 2002 года, в национальной структуре населения русские составляли 100 % из 4 чел.